# Джебель-Хафіт
Джебель-Хафіт — найвища гора в еміраті Абу-Дабі, одна з найвищих вершин у Об'єднаних Арабських Еміратах. Розташована на кордоні з Оманом, поблизу міста Аль-Айн. На схилах та навколо гори знаходяться культурні пам'ятки стародавніх людських поселень, занесені до світової культурної спадщини ЮНЕСКО. Гора та її відроги є туристичними принадами. На гору веде серпантином автомобільне шосе довжиною 11,7 км.

## Геологія
Гора Джебель-Хафіт є примітним відслоненням порід карбонатів, утворених на невеликих глибинах океану під час четвертинного періоду та форланд-антикліналь оманських гір Аль-Хаджар. Гора переважно складена вапняком, серед якого утворені численні природні печери.

## Історія
На схилах та поблизу гори знаходяться поселення бронзової доби, так званої «культури Хафіт». В окрузі гори знаходяться пам'ятки Світової спадщини ЮНЕСКО «Культурні місцевості Аль-Айна» — Пустельний парк Джебель-Хафіт (англ. Jebel Hafit Desert Park), Північні могили Джебель-Хафіт (англ. Jebel Hafit North Tombs), Могили Парку дикої природи Аль-Айна (англ. Al Ain Wildlife Park Tombs), Могили західного кряжу Хафіта (англ. West Ridge Hafit Tombs), Кряж Аль-Накфа (англ. Al Naqfa Ridge).